# رمحية بلمير
رُمحية بَلمِر (الاسم العلمي: Doryanthes palmeri)، نوع من النباتات المُزهرة من الفصيلة الرمحية. تستوطن شرق
أستراليا. ويمكن أن يصل طول أوراقها إلى 3 أمتار. تنشأ الأزهار في فصل الربيععلى ساق قد يصل ارتفاعه إلى 5 أمتار (16 قدمًا). وهي عشبة عصارية، أوراقها بلا زغب وتنمو على شكل سيف.